# John Deere (entreprise)
Pour les articles homonymes, voir John Deere et Deere.
 (février 2016).
Si vous disposez d'ouvrages ou d'articles de référence ou si vous connaissez des sites web de qualité traitant du thème abordé ici, merci de compléter l'article en donnant les références utiles à sa vérifiabilité et en les liant à la section « Notes et références ».

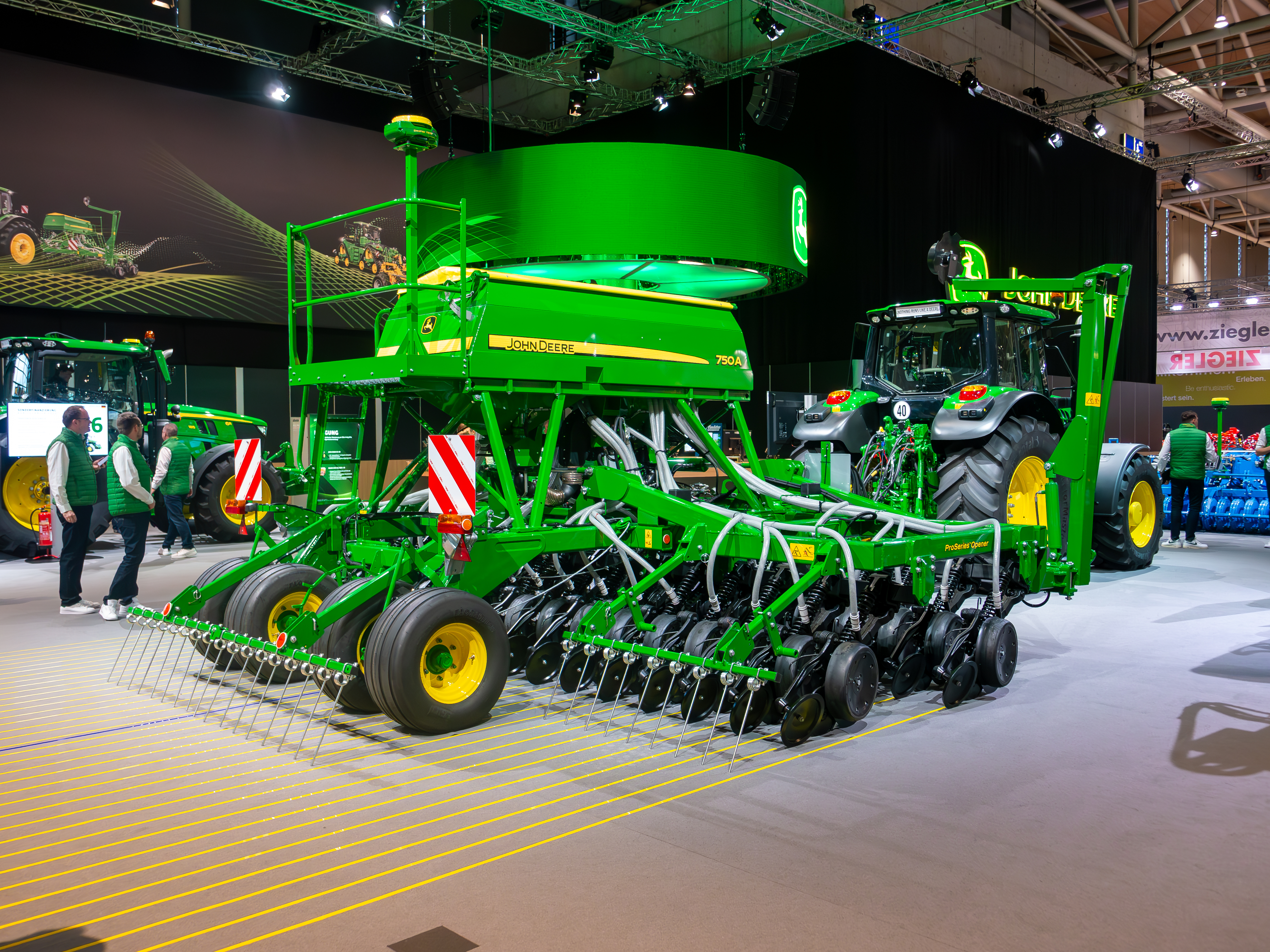
John Deere 750 A, Agritechnica 2023, Hanovre.

John Deere est une marque de la société américaine Deere & Company, dont le siège est situé à Moline (Illinois), spécialisée dans la fabrication de matériel agricole et notamment de tracteurs, moissonneuses-batteuses, ramasseuses-presses, ainsi que du matériel d'entretien des espaces verts et des équipements forestiers. Ces machines sont facilement reconnaissables à leur couleur verte soulignée de jaune (les jantes des roues, essentiellement). Fondée en 1837, Deere & Company est l'une des plus anciennes compagnies industrielles des États-Unis. Elle est cotée en bourse.

## Historique
Le fondateur de l'entreprise, John Deere, est né à Rutland (Vermont) le 7 février 1804 et fut pendant quatre ans apprenti forgeron. Il mit au point et commercialisa la première charrue en acier coulé, un progrès technique qui favorisa les migrations vers les grandes plaines américaines à la fin du XIXe siècle et au début du XXe siècle.
En 1868, John Deere créa la société « Deere & Company » pour exploiter ses affaires, société dont son fils Charles prit rapidement la direction, développant un réseau de revendeurs pour étendre à l'ensemble du pays la commercialisation de ses produits. C'est l'une des plus anciennes sociétés industrielles des États-Unis. Ses apports contribuent à une période générale de modernisation des cultures céréalières, avec notamment les Corn-pickers.
En 1918, l'entreprise acquiert la Compagnie des tracteurs de Waterloo dans l'Iowa. En 1923, l'entreprise commercialise le modèle D, premier tracteur qu'elle ait elle-même conçu.
En 1937, l'année de son centenaire, et pour la première fois de son histoire, John Deere a réalisé un résultat de 100 millions de dollars.
En 1956, John Deere étend ses activités en Amérique du Sud et en Europe. En Europe, John Deere achète les usines Lanz, et devient l'actionnaire majoritaire de Heinrich Lanz AG. L'année suivante, le dernier Bulldog, modèle D4016 d'une puissance de 40 ch, voit le jour. 
En 1958, la couleur bleu et rouge traditionnelle des engins fabriqués par Lanz fut abandonnée au profit du jaune (Pantone 109 C) et vert (Pantone 364 C) de John-Deere. Les premiers tracteurs modernes à moteurs Diesel multicylindres furent développés ensuite et, en 1960, le nom de la société, jusqu'alors nommée Heinrich Lanz AG Mannheim, fut changé en John Deere Lanz AG. La production des Bulldog prit fin et les tracteurs John Deere (Lanz) remplacèrent peu à peu l'intégralité de la gamme des Bulldog. Pendant une courte durée, le nom de Lanz apparaissait encore sur les produits sous la dénomination « John Deere Lanz » avant de disparaître complètement après plus de 100 ans de fabrication de tracteurs à Mannheim et Deux-Ponts. En 1970, John Deere acquiert la majorité du constructeur australien Chamberlain Tractors (en), dont les derniers modèles produits sous ce nom en 1986 sont les Chamberlain 4090, 4290, 4490 et 4690.

### Historique récent
En novembre 2015, John Deere acquiert Monosem, une entreprise européenne spécialisée dans le matériel agricole servant à effectuer des plantations de précision, pour un montant non dévoilé. Selon Les Echos, le rachat de ce fabricant de semoirs, qui exporte vers plus de 70 pays, permet une optimisation financière en rapport avec des fluctuations des taux de change des monnaies. Et l'achat s'inscrit également dans une stratégie globale de la firme concernant les techniques agricoles qui visent à augmenter le rendement des cultures tout en diminuant les intrants. 
Le même mois, John Deere annonce acquérir les activités de matériels de plantations de précision de Monsanto, Precision Planting, pour un montant inconnu.
En mars 2016, Deere annonce l'acquisition de Hagie Manufacturing, entreprise américaine spécialisée dans les engins agricoles d'épandage. En juin 2017, Deere annonce l'acquisition pour 4,88 milliards de dollars de Wirtgen Group, entreprise allemande spécialisée dans les engins de construction d'infrastructures routières.
En octobre 2021, 10 000 salariés du groupe se mettent en grève sur 14 sites de production à travers les États-Unis.

## Activité

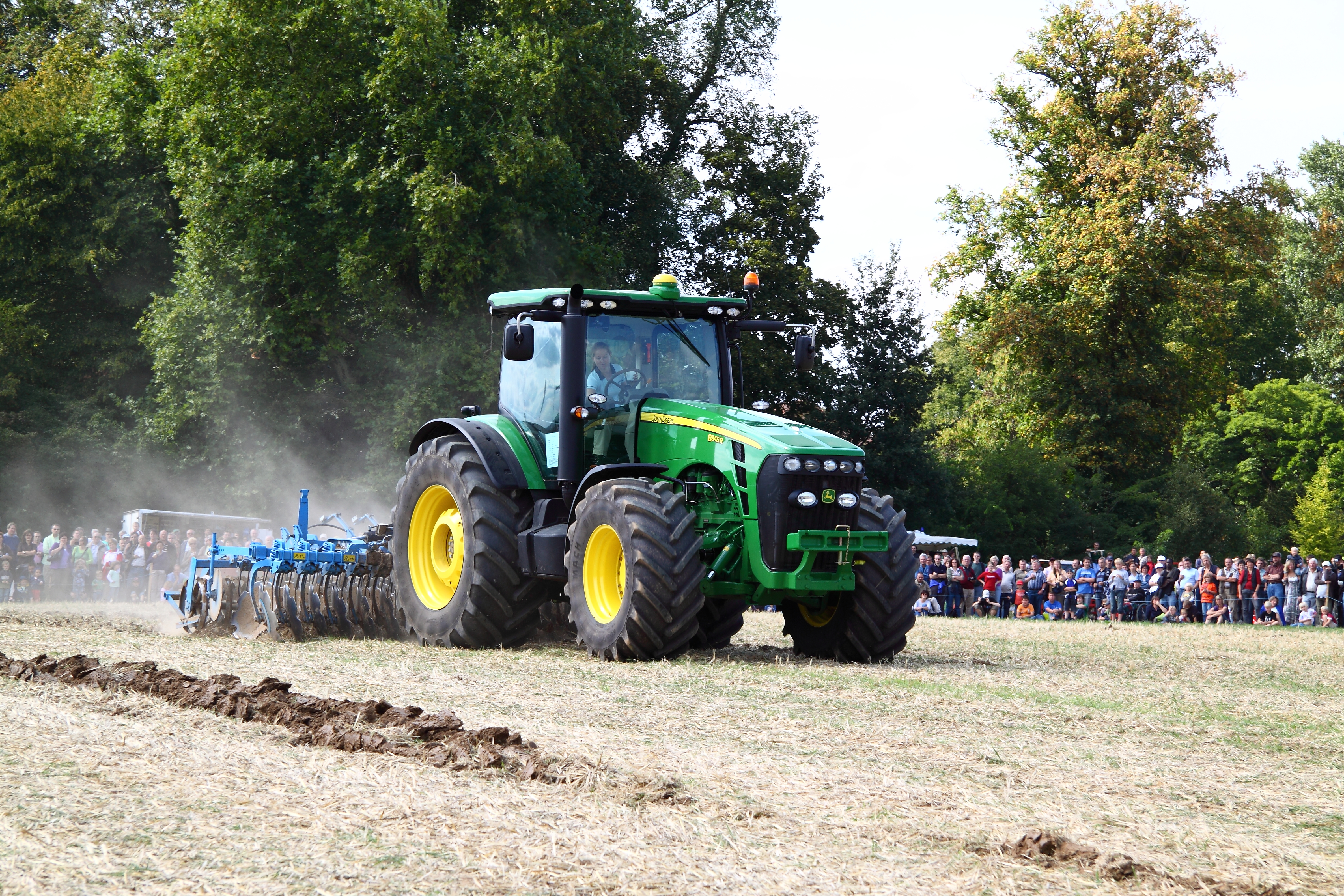

Le chiffre d'affaires mondial du groupe dépasse pour la première fois les 9 milliards $ en 1994.
Pour l'année 2010, John Deere a réalisé un chiffre d'affaires de 26 milliards $ dont 77 % dans les domaines agricoles et de l'entretien des espaces verts.
En 2011, l'entreprise emploie environ 55 000 salariés dans 28 pays, dont les États-Unis, le Royaume-Uni, la Chine, la France, l'Allemagne, l'Inde, la Pologne et le Mexique.
Deere & Company, coté au New York Stock Exchange, commercialise des produits et des solutions destinés à l’agriculture, à l’exploitation forestière, aux travaux publics, à l’entretien des espaces verts et du paysage et à l’irrigation. John Deere fabrique et commercialise des moteurs Diesel non routiers et propose des services financiers dans le monde entier.
En 2015, Deere & Company occupe la première place du secteur de l'agrotechnique, avec un chiffre annoncé de 29 milliards de dollars de ventes. La société est l'un des emblèmes de la concentration du secteur, qui est considérée comme inquiétante par Christine Chemnitz, directrice du département politiques agricoles internationales de la Fondation Heinrich-Böll.

## Activité en France
La filiale française dont le siège est à Fleury-les-Aubrais est la plus importante entreprise du département du Loiret.[réf. nécessaire] Elle a réalisé un chiffre d'affaires de 1 297 000 000 € en 2018[réf. souhaitée].
En 2018, John Deere détient 19,4 % de part du marché français de la vente de tracteur, devant New Holland (13,1 %), Massey Ferguson (12 %), et Claas (11,2 %).
En 2004, John Deere a acheté la société bretonne Agreen Tech, qui travaille sur des logiciels communiquant par internet avec des bases de données.

## Produits

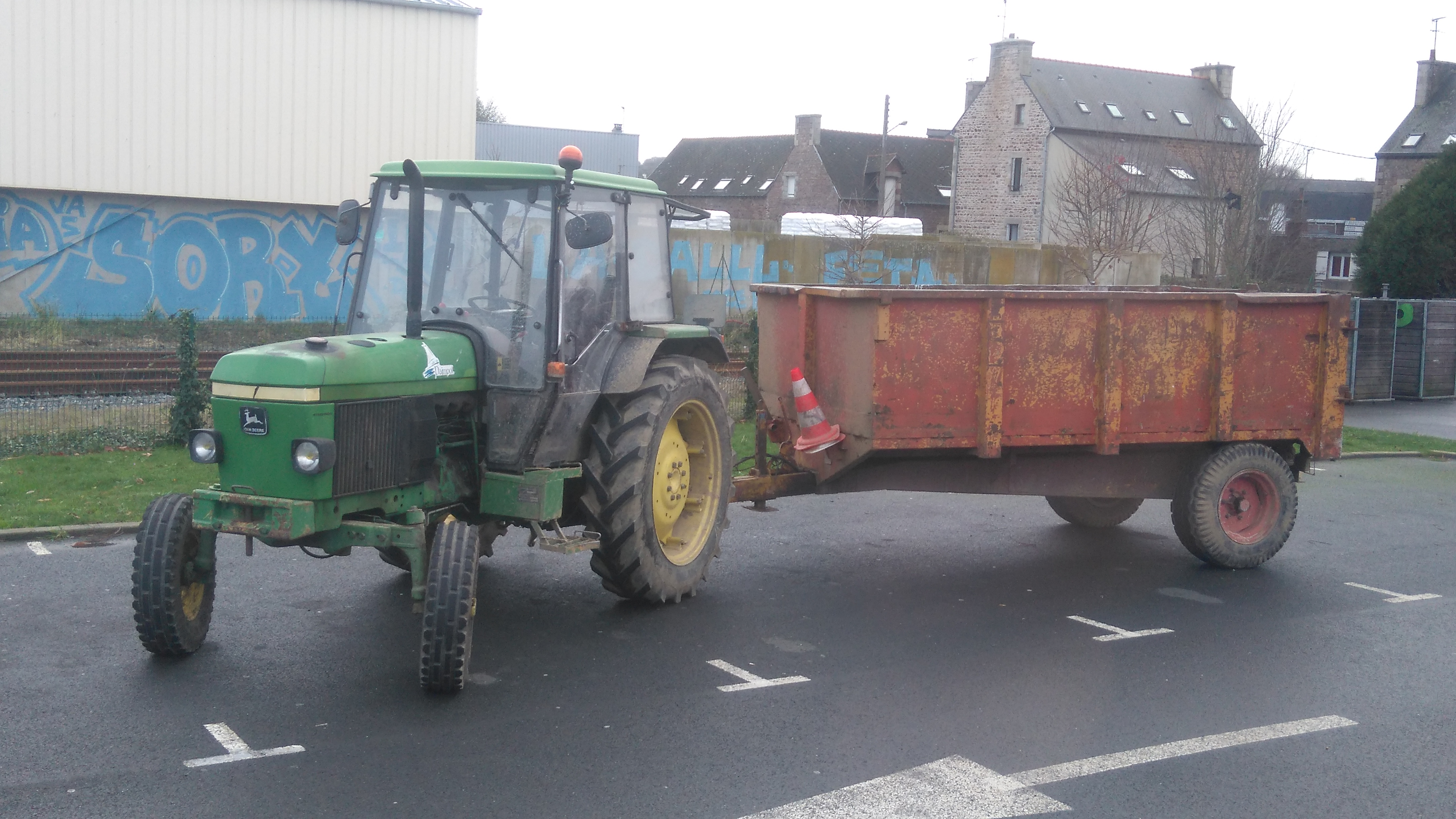
Vieux tracteur John Deere.

La marque John Deere commercialise des tracteurs de puissances différentes (de 10,2 à 670 ch au maximum) pour divers métiers ainsi que des véhicules forestiers. Il existe des tracteurs tondeuses, des tracteurs pour l'agriculture et des tracteurs compacts qui servent pour les terrains de grandeur moyenne (3 000 à 6 000 m2). 
L'usine historique de Moline (États-Unis) construit les gammes destinées aux grosses exploitations américaines et européennes. L'usine de Mannheim (Allemagne) produit les tracteurs de taille intermédiaire destinés au marché européen.  Les petits tracteurs sont fabriqués au Brésil ou en Argentine (730).
Durant les années 1960 à 80 la numérotation des gammes se composait de quatre chiffres, les deux premiers pour le modèle, les deux suivant pour la série (exemple : 4020). Les séries sont renouvelées en moyenne tous les cinq ans. Après les séries 10 et 20, la série 30 (en 1975) a accueilli la nouvelle cabine "ronde" Sound Gard climatisée. La série 40 (1980) a vu l'apparition du pont avant mécanique (4040S) et cabine SG2. Les séries 50 (1985) puis 55 (1989 aux États-Unis seulement) ont été les dernières évolutions de la gamme "ancienne", le plus gros modèle de la gamme 4955 culminant à 230 ch.
En 1995, John Deere doit adapter ses moteurs diesel pour qu'ils puissent répondre aux nouvelles normes d'émissions. 
Un article de 2004 des Echos indique que John Deere commercialise des logiciels permettant de régler sur leurs moissonneuses-batteuse et tracteurs les quantités de pesticides et engrais épandus sur les parcelles consacrées à l'agriculture intensive. L'objectif est de faire des économies sur les doses utilisées.
En 2012 ont été lancées les nouvelles séries 6, 7 et 8 R. La puissance est à présent inscrite dans la numérotation (le plus gros modèle 8R400 culmine à 400 ch). Les dernières évolutions portent surtout sur les mécanismes de dépollution et les automatismes de conduite.

## Filiales
- John Deere Capital
- John Deere Health Care
- LESCO
- Ningbo Benye Tractor & Automobile Manufacture Co.
- A&I Products
- Wirtgen Group
- Monosem
- Mazzotti[17]

## Usines

### En Amérique du Nord
Aux États-Unis
- Waterloo (Iowa) : tracteurs
- East Moline (Illinois) : moissonneuses-batteuses

### En Europe
Allemagne
- Bruchsal : cabines et dépôt pièces européen
- Mannheim : tracteurs
- Gummersbach : tondeuses
- Stadtlohn : équipements de récolte (Kemper)
- Zweibrucken : moissonneuses-batteuses, ensileuses automotrices
- Kaiserslautern : Centre européen de technologie et d’innovation (ETIC)[18]

Espagne
- Madrid : composants et pièces de transmission

Finlande
- Joensuu : matériel forestier
- Tampere : bureau d'étude matériel forestier

France
- Arc-lès-Gray (Haute-Saône) : production de matériel de récolte de fourrages et de chargeurs frontaux pour tracteurs agricoles[19]
- Saran - Fleury-les-Aubrais[20] (Loiret, près d'Orléans) : usine de moteurs (produisant 25% des moteurs du groupe en 2010[21])
- Ormes (Loiret) : Centre de formation, SAV, service marketing[22].

Pays-Bas
- Enschede : tondeuses
- Horst : matériel de pulvérisation

Suède
- Filipstad : matériel forestier

### En Amérique du Sud
Argentine
- Granadero Baigorria : moteurs, tracteurs
- Rosario : moteurs, tracteurs

Brésil
- Catalão : récolteuses de canne à sucre

Mexique
- Torreon : usine de moteurs

### En Asie
Inde
- Pune : moteurs, tracteurs

Chine
- Tianjin : moteurs, tracteurs

## Controverses

### Utilisation  du Digital Millennium Copyright Act pour empêcher les réparations
En 2015, la firme John Deere ainsi que le groupe Ford s'attaquent au droit de propriété en utilisant les failles du droit américain sur le copyright. Ils veulent empêcher les utilisateurs des produits qu'ils vendent de modifier les logiciels embarqués, qui resteraient leur propriété.
La licence couvrant le logiciel propriétaire des ordinateurs de contrôle des tracteurs interdit aux personnes propriétaires et utilisatrices de ces tracteurs de les réparer elles-mêmes, créant en pratique un monopole d'intervention pour John Deere. Cela pose un problème aux agriculteurs, car s'il faut attendre l'intervention de l'entreprise en cas de panne d'un capteur par exemple, le tracteur peut être inutilisable à un moment décisif où notamment la récolte est mûre et doit être récoltée, ou alors le sol est mou et doit être labouré. Et si l'agriculteur américain fait sauter le verrou numérique apposé sur le logiciel, il risque cinq ans de prison et/ou un demi-million de dollars d'amende.
John Deere affirme que les réparations par les personnes utilisatrices sont interdites en vertu du Digital Millennium Copyright Act,  outrepassant ainsi les digital rights management. Certains groupes défendant le logiciel libre comme la  Electronic Frontier Foundation ont critiqué ces dispositions en tant que contraire au droit de réparer tel que défini dans le Motor Vehicle Owners' Right to Repair Act,,. Certains fermiers ukrainiens utilisent des versions alternatives du logiciel de John Deere pour contourner l'impossibilité de réparer. 
Ceci est évoqué dans un documentaire La bataille du libre sorti en 2019. John Deere a longtemps affirmé que ces dispositions protégeaient les tracteurs des cyberattaques, mais une analyse a démontré des failles existantes dans le site et les API, permettant l'extraction des données,,.